# Gephyrosauridae
De Gephyrosauridae zijn een familie van uitgestorven Rhynchocephalia die leefden in het Laat-Trias en het Vroeg-Jura. De leden van Gephyrosauridae werden in 1985 door Michael Benton lepidosauriërs benoemd. Ze worden beschouwd als de enige rhynchocephaliërs die buiten Sphenodontia liggen, en in sommige analyses worden ze teruggevonden als nauwer verwant aan de Squamata dan aan Sphenodontia.

## Verspreiding
Leden van Gephyrosauridae zijn bekend uit het Verenigd Koninkrijk, Italië en Zwitserland.